# Dave Hunt (auteur)
Pour les articles homonymes, voir David Hunt et Hunt.
Dave Hunt (1942-2017) est un auteur de bande dessinée américain surtout connu pour ses activités d'encreur et de lettreur durant l'Âge de bronze des comics.